# Jonathan Bennett (philosophe)
Pour les articles homonymes, voir Jonathan Bennett et Bennett.
Jonathan Francis Bennett (né le 17 février 1930 et mort le 31 mars 2024) est un philosophe britannique, spécialiste de philosophie du langage et de métaphysique, et historien de la philosophie moderne.

## Biographie
Jonathan Bennett est né à Greymouth, en Nouvelle-Zélande, de Francis Oswald Bennett, médecin, et de Pearl Allan Brash Bennett, mère au foyer Il a étudié la philosophie à l'Université de Canterbury (anciennement le Canterbury University College) et y a obtenu sa maîtrise en 1953. Il a alors intégré le Magdalen College de l'Université d' Oxford où il a obtenu son BPhil en 1955.

## Carrière
Le premier poste académique de Bennett était en tant que Junior Lecturer à l'Université d'Auckland, en Nouvelle-Zélande (alors Auckland University College) (1952). Il est ensuite devenu professeur de philosophie au Haverford College (Pennsylvanie) (1955-56), puis maître de conférences en sciences morales ("moral science" relevant de la philosophie) à l'Université de Cambridge (1956-1968). Il a ensuite enseigné successivement à l'Université Simon Fraser (1968-1970), à l'Université de Colombie-Britannique (1970-1979) et, en 1979, à l'Université de Syracuse, jusqu'à sa retraite en 1997.
En 1980, il a été conférencier Tanner au Brasenose College de l'Université d'Oxford. Ses conférences ont été publiées en 1995 dans le livre The Act Itself. Dans cet ouvrage, il soutient que laisser quelqu'un mourir est aussi immoral que de tuer quelqu'un. Cette opinion a été largement discutée par exemple par Judith Jarvis Thomson.
En 1992, il était invité pour donner les "conférences John Locke" à l'Université d'Oxford, il est intervenu sur le rôle du jugement dans la théorie morale».
En 1985, il est élu membre de l'Académie américaine des arts et des sciences. La British Academy lui  accorde le même honneur en 1991.

## Contribution philosophique
Bennett a beaucoup écrit sur la philosophie de l'esprit, la philosophie du langage, les événements et l'éthique conséquentialiste.
Il est particulièrement réputé pour ses interprétations des grands philosophes du début de la modernité et il a écrit cinq livres dans ce domaine. Le site Web de Bennett est consacré à rendre les textes des premiers philosophes modernes plus accessibles aux étudiants d'aujourd'hui *.

## Livres
- 1989 (1964). Rationality. Hackett.
- 1966. Kant's Analytic. Cambridge University Press.
- 1971. Locke, Berkeley, Hume: Central Themes. Oxford University Press.
- 1974. Kant’s Dialectic. Cambridge University Press.
- 1990 (1976). Linguistic Behaviour. Hackett.
- 1984. A Study of Spinoza’s Ethics. Hackett.
- 1988. Events and their Names. Hackett.
- 1995. The Act Itself. Oxford University Press.
- 2001. Learning from Six Philosophers. Oxford University Press.
- 2003. A Philosophical Guide to Conditionals. Oxford University Press.

## Articles
- 1954. 'Meaning and Implication', Mind, 63, pp. 451–63.
- 1965. 'Substance, Reality and Primary Qualities', American Philosophical Quarterly, 2, pp. 1–17.
- 1988. 'Thoughtful Brutes', Proceedings of the American Philosophical Association, 62 pp. 197–210.
- 1993. 'Negation and Abstention: Two theories of Allowing', Ethics, 104, pp. 75–96.